# Charles Wagner (orfèvre)
Pour les articles homonymes, voir Charles Wagner (homonymie) et Wagner.
Charles Wagner (1799-1841) est un orfèvre français d'origine allemande ayant joué un rôle de premier plan dans la renaissance de l'émail.

## Biographie
Initié à la technique du nielle par P. W. Beuth, il dépose en octobre 1829 un brevet d'invention et s'associe au lapidaire Augustin-Médard Mention (1785-1849) afin d'exploiter le procédé. Il obtient en récompense, la médaille d'or de la Société d'encouragement à l'industrie nationale.
En 1834, Wagner et Mention présentent une coupe et un coffret à bijoux en argent niellé à l'exposition des produits de l'industrie. Il y remet au goût du jour les formes médiévales et renaissances. 
Utilisant des modèles du passé pour ses propres créations, Wagner n'en continue pas moins d'innover. Il dépose en 1837 un second brevet permettant d'utiliser un alliage de platine comme support de l'émail. Ce procédé est aussitôt appliqué à la confection de la reliure d'un Livre d'heures commandé par le duc d'Orléans et réalisé en 1837-1838. Selon les commentateurs de l'époque, l'alliage de platine permettait d'obtenir une précision supérieure à l'argent ou l'or.
L'emploi renouvelé des nielles a permis à l'industrie française de rivaliser avec la Russie, qui en avait jusque-là le monopole.